# Monacha haussknechti
Monacha haussknechti is een slakkensoort uit de familie van de Hygromiidae. De wetenschappelijke naam van de soort is voor het eerst geldig gepubliceerd in 1886 door O. Boettger.